# NGC 1894
NGC 1894 ist die Bezeichnung eines offenen Sternhaufens im Sternbild Dorado. Das Objekt wurde im Jahr 1826 von James Dunlop entdeckt.